# Lawrence Weiner
Lawrence Weiner (10. února 1942 Bronx – 2. prosince 2021) byl americký konceptuální umělec. Narodil se v newyorském Bronxu jako syn majitele obchodu s cukrovinkami. Pocházel z židovské rodiny. Docházel na Stuyvesantovu střední školu, kterou dokončil ve věku šestnácti let. Následně vystřídal několik povolání, včetně práce na ropném tankeru a v docích. Později studoval na Hunter College, avšak po necelém roce odešel a vydal se na cestu po Severní Americe. Později se vrátil zpět do New Yorku. V roce 1968 zveřejnil knihu Statements, v níž popisoval různé projekty. Rovněž uveřejnil umělecký manifest, v němž tvrdí, že: 1) Umělec může dílo realizovat, 2) Dílo může být vytvořeno (někým jiným) a 3) Dílo nemusí být vůbec vytvořeno. Jeho díla byla vystavována v mnoha muzeích po celém světě, včetně Sanfranciského muzea moderního umění, londýnské Tate Gallery a Filadelfského muzea umění. V roce 2010 vytvořil anglicko-českou instalaci speciálně pro výstavu v Českých Budějovicích. Dne 17. dubna 2017 byl spolu s velšským hudebníkem Johnem Calem oceněn newyorským kulturním zařízením The Kitchen.